# Vicente Reynès
Vicente Reynès Mimó (født 30. juli 1981) er en spansk tidligere professionel landevejsrytter.